# かずとことば
『かずとことば』は、1957年9月14日から1960年3月19日までNHKテレビジョン→ NHK総合テレビジョンで放送されていた小学校1年生・2年生向けの学校放送（教科：算数・国語）である。1959年1月17日からはNHK教育テレビジョンでも放送されていた。

## 放送時間
いずれも日本標準時。
| 期間                          | 放送時間                                           |
| ----------------------------- | -------------------------------------------------- |
| 1957年9月14日 - 1958年3月8日  | 土曜日 11:10 - 11:30                               |
| 1958年4月19日 - 1960年3月19日 | 土曜日 11:00 - 11:15 移動とともに放送枠が5分縮小。 |